# Escholzmatt-Marbach
Escholzmatt-Marbach – miejscowość i gmina w środkowej Szwajcarii, w kantonie Lucerna, w okręgu Entlebuch. Powstała 1 stycznia 2013 z połączenia gminy Escholzmatt z gminą Marbach. Pod względem liczby mieszkańców jest największą gminą w regionie.

## Demografia
W Escholzmatt-Marbach mieszkają 4 354 osoby. W 2021 roku 5,2% populacji gminy stanowiły osoby urodzone poza Szwajcarią. 

## Transport
Przez teren gminy przebiega droga główna nr 10. 